# Торранк
Торра́нк (фр. и окс. Thorrenc) — коммуна во Франции, находится в регионе Рона — Альпы. Департамент коммуны — Ардеш. Входит в состав кантона Серьер. Округ коммуны — Турнон-сюр-Рон.
Код INSEE коммуны — 07321.
Коммуна расположена приблизительно в 450 км к юго-востоку от Парижа, в 60 км южнее Лиона, в 60 км к северу от Прива.

## Население
Население коммуны на 2008 год составляло 232 человека.
| 1962 | 1968 | 1975 | 1982 | 1990 | 1999 | 2008 |
| ---- | ---- | ---- | ---- | ---- | ---- | ---- |
| 100  | 103  | 84   | 97   | 152  | 185  | 232  |

## Экономика
В 2007 году среди 166 человек в трудоспособном возрасте (15—64 лет) 116 были экономически активными, 50 — неактивными (показатель активности — 69,9 %, в 1999 году было 81,5 %). Из 116 активных работали 111 человек (63 мужчины и 48 женщин), безработными были 5 женщин. Среди 50 неактивных 13 человек были учениками или студентами, 19 — пенсионерами, 18 были неактивными по другим причинам.

## Фотогалерея

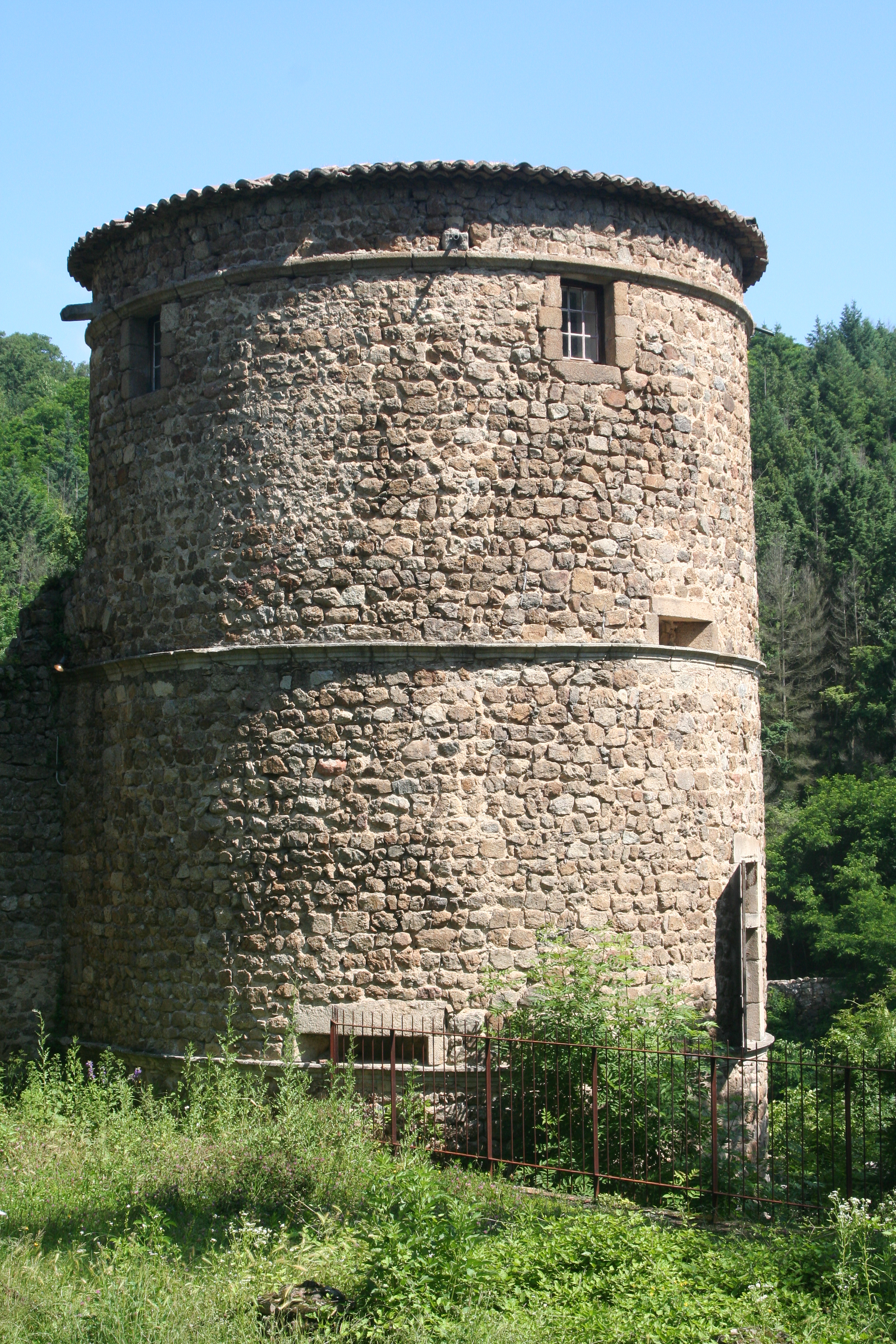
Замок Торранк
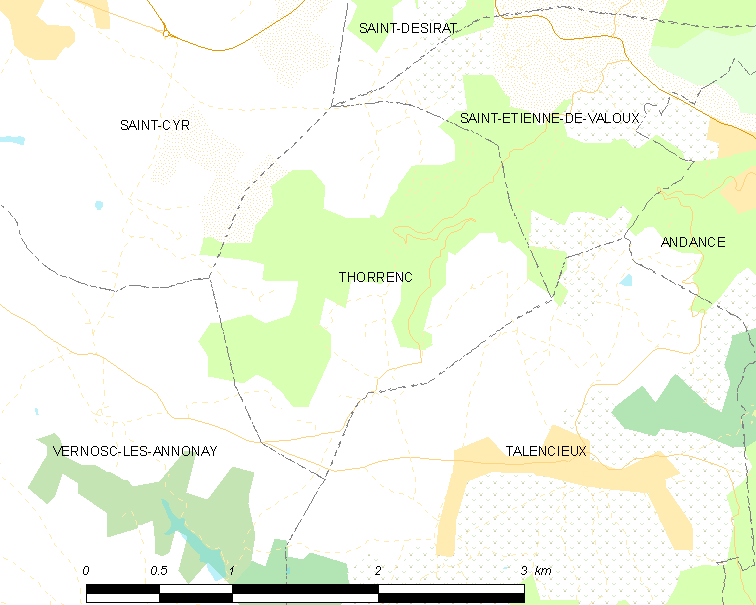
Карта коммуны